# Forêts tempérées de l'Est

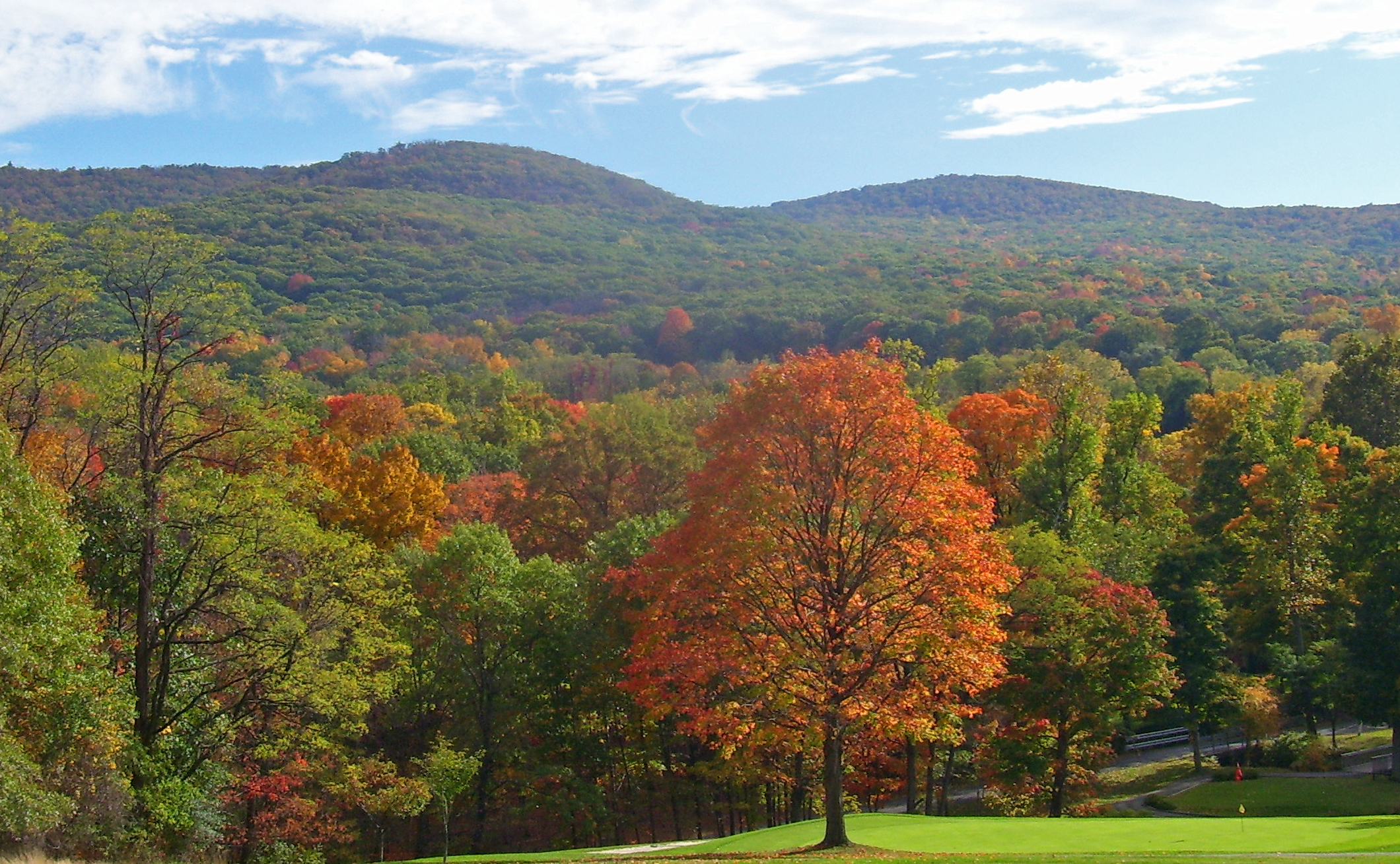
Black Rock Forest dans l'état de New York

Les forêts tempérées de l'Est (anglais : Eastern Temperate Forest) sont une écorégion de niveau I de la commission de coopération environnementale. Cette région écologique couvre le sud-est du Canada et l'est des États-Unis.

## Forêts
Les forêts de cette écorégion sont riches et variées. Elles sont composées à l'est de forêts de hêtre à grandes feuilles et d'érable ainsi que de forêts d'érable et de tilleul d'Amérique. Dans le Midwest, on retrouve plutôt une association de chênes et de caryers. Finalement dans le sud des Appalaches, on retrouve plutôt une association de chênes, de caryers et de pins. Les autres essences répandues sont le frêne, l'orme, le cerisier tardif, le tulipier de Virginie, le liquidambar à Styrax, le micocoulier occidental, le plaqueminier de Virginie, le genévrier rouge et le cornouiller de Floride.

## Division
- Plaines à forêts mixtes (Mixedwood plains)
  - Eastern Great Lakes and Hudson lowland[2]
  - Basses-terres du lac Érié (Lake Erie Lowlands)
  - Northern Appalachians Plateau and Uplands
  - North Central Hardwood Forests
  - Driftless Area
  - Southern Michigan/Northern Indiana Drift Plains
  - Huron/Erie Lake Plains
  - Northeastern Coastal Zone
  - Maine/New Brunswick Plains and Hills [3],[4]
  - Basses-terres des Maritimes (Maritime Lowland)[5]
  - Erie Drift Plain
- Plaines du centre des États-Unis (Central USA Plains)
  - Southeastern Wisconsin Till Plains
  - Huron/Erie Lake Plains
  - Central Corn Belt Plains
  - Eastern Corn Belt Plains
- Plaines du sud-est des États-Unis (Southeastern USA Plains)
  - Northern Piedmont
  - Interior River Valleys and Hills
  - Interior Plateau)
  - Piedmont
  - Southeastern Plains
  - Mississippi Valley Loess Plains)
  - South Central Plains
  - East Central Texas Plains
- Forêts d'Ozark, de Ouachita et des Appalaches (Ozark, Ouachita-Appalachians Forest)
  - Ridge and Valley
  - Central Appalachians
  - Western Allegheny Plateau
  - Blue Ridge
  - Ozark Highlands
  - Boston Mountains
  - Arkansas Valley
  - Ouachita Mountains
  - Southwestern Appalachians
- Plaine alluviale du Mississippi et Sud-Est des États-Unis (Mississippi Alluvial and Southeastern USA)
  - Middle Atlantic Coastal Plain
  - Mississippi Alluvial Plain
  - Southern Coastal Plain
  - Atlantic Coastal Pine Barrens